# Zakochany Madagaskar
Zakochany Madagaskar (ang. Madly Madagascar) – amerykański krótkometrażowy film animowany wytwórni DreamWorks Animation.
Film został wydany na DVD 29 stycznia 2013. Film został pokazany po raz pierwszy w Polsce przez Polsat 14 lutego 2016. Akcja dzieje się pomiędzy drugą a trzecią częścią Madagaskaru.

## Opis fabuły
Akcja filmu rozgrywa się po wydarzeniach z drugiej części filmu Madagaskar 2. Zbliża się najulubieńsze święto Alexa – Dzień Walentego. Z okazji dnia Walentynek Melman planuje zrobić niespodziankę dla Glorii, natomiast Marty postanawia zaimponować nowym znajomym. Wszyscy czekają też na wielkie atrakcje, które ma zapewnić władca oraz organizator imprez – Król Julian.

## Obsada
- Ben Stiller jako Alex
- Chris Rock jako Marty
- Jada Pinkett-Smith jako Gloria
- David Schwimmer jako Melman
- Danny Jacobs jako Król Julian
- Cedric the Entertainer jako Maurice
- Andy Richter jako Mort
- Tom McGrath jako Skipper
- John DiMaggio jako Rico
- Christopher Knights jako Szeregowy
- Chris Miller jako Kowalski
- Conrad Vernon jako Mason
- Taraji P. Henson jako Okapi